# راسل کارپنتر
راسل کارپنتر (انگلیسی: Russell Carpenter؛ زادهٔ ۹ دسامبر ۱۹۵۰) یک مدیر فیلم‌برداری اهل ایالات متحده آمریکا است.
از جمله کارهای او می‌توان به فیلم تایتانیک اشاره کرد
وی همچنین برنده جوایزی همچون جایزه اسکار بهترین فیلمبرداری شده‌است.